# Mauricio Loffreda
Mauricio Loffreda Zinula (Pando, 29 ottobre 1990) è un calciatore uruguaiano, difensore del Villa Española.

## Caratteristiche tecniche
È un terzino sinistro.

## Carriera
Cresciuto nel settore giovanile dell'Huracán, ha esordito in prima squadra il 16 novembre 2013 disputando l'incontro di Segunda División Profesional vinto 1-0 contro il Torque.